# Fred Jones (cestista)
Frederick Terrell Jones, detto Fred (Malvern, 11 marzo 1979), è un ex cestista statunitense, professionista nella NBA.

## Carriera
Viene selezionato al draft NBA 2002 come 14ª scelta dagli Indiana Pacers.
Ad Indianapolis rimane fino al 2006, quando si trasferisce in Canada, nei Toronto Raptors, ma a metà stagione passa ai Trail Blazers. Disputa la successiva stagione agonistica nella NBA con i New York Knicks. Nell'estate diventa free-agent e non trova un contratto fino quasi alla fine dell'anno solare: viene infatti firmato il 28 dicembre 2008 dai Los Angeles Clippers. Viene però tagliato già il 5 gennaio 2009, dopo sole cinque partite giocate. L'8 gennaio i Clippers gli offrono un contratto di dieci giorni, poi rinnovato, e il 29 gennaio estendono l'accordo fino al termine della stagione.

## Caratteristiche tecniche
Guardia di 188 cm, nel 2004 ha vinto lo NBA Slam Dunk Contest, la gara delle schiacciate, durante l'All Star Weekend.

## Statistiche

### College
| Anno      | Squadra      | PG  | PT | MP   | TC%  | 3P%  | TL%  | RP  | AP  | PRP | SP  | PP   |
| --------- | ------------ | --- | -- | ---- | ---- | ---- | ---- | --- | --- | --- | --- | ---- |
| 1998-1999 | Oregon Ducks | 32  | 9  | 21,1 | 51,2 | 41,0 | 67,6 | 3,4 | 1,9 | 0,7 | 0,7 | 9,1  |
| 1999-2000 | Oregon Ducks | 30  | 23 | 28,6 | 40,2 | 27,1 | 76,5 | 5,9 | 3,3 | 1,0 | 0,7 | 9,7  |
| 2000-2001 | Oregon Ducks | 28  | 27 | 31,9 | 47,2 | 30,6 | 80,6 | 5,6 | 3,4 | 1,1 | 0,5 | 14,8 |
| 2001-2002 | Oregon Ducks | 35  | 33 | 31,5 | 52,1 | 37,2 | 87,1 | 5,4 | 3,2 | 1,8 | 0,5 | 18,6 |
| Carriera  | Carriera     | 125 | 92 | 28,2 | 48,1 | 33,8 | 80,5 | 5,0 | 2,9 | 1,2 | 0,6 | 13,2 |

### NBA

#### Regular Season
| Anno      | Squadra             | PG  | PT | MP   | TC%  | 3P%  | TL%  | RP  | AP  | PRP | SP  | PP   |
| --------- | ------------------- | --- | -- | ---- | ---- | ---- | ---- | --- | --- | --- | --- | ---- |
| 2002-2003 | Indiana Pacers      | 19  | 1  | 6,1  | 37,5 | 28,6 | 75,0 | 0,5 | 0,3 | 0,3 | 0,1 | 1,2  |
| 2003-2004 | Indiana Pacers      | 81  | 2  | 18,6 | 39,5 | 30,3 | 83,2 | 1,6 | 2,1 | 0,8 | 0,2 | 4,9  |
| 2004-2005 | Indiana Pacers      | 77  | 14 | 29,5 | 42,5 | 38,0 | 85,0 | 3,1 | 2,5 | 0,8 | 0,4 | 10,6 |
| 2005-2006 | Indiana Pacers      | 68  | 2  | 27,0 | 41,7 | 33,7 | 76,3 | 2,5 | 2,3 | 0,8 | 0,3 | 9,6  |
| 2006-2007 | Toronto Raptors     | 39  | 9  | 22,3 | 38,6 | 31,7 | 83,0 | 2,1 | 1,4 | 0,8 | 0,3 | 7,6  |
| 2006-2007 | Portland T. Blazers | 24  | 3  | 18,7 | 38,4 | 25,9 | 84,6 | 1,4 | 2,2 | 0,8 | 0,2 | 4,8  |
| 2007-2008 | N.Y. Knicks         | 70  | 26 | 25,1 | 42,1 | 38,5 | 74,6 | 2,4 | 2,4 | 0,7 | 0,3 | 7,6  |
| 2008-2009 | L.A. Clippers       | 52  | 21 | 28,8 | 40,7 | 36,7 | 81,5 | 2,4 | 3,6 | 1,0 | 0,2 | 7,3  |
| Carriera  | Carriera            | 430 | 78 | 24,0 | 41,1 | 35,3 | 80,9 | 2,2 | 2,3 | 0,8 | 0,3 | 7,5  |

#### Playoffs
| Anno     | Squadra        | PG | PT | MP   | TC%  | 3P%  | TL%  | RP  | AP  | PRP | SP  | PP  |
| -------- | -------------- | -- | -- | ---- | ---- | ---- | ---- | --- | --- | --- | --- | --- |
| 2004     | Indiana Pacers | 14 | 0  | 18,8 | 49,0 | 50,0 | 71,4 | 2,4 | 1,1 | 0,5 | 0,5 | 4,7 |
| 2005     | Indiana Pacers | 13 | 0  | 18,0 | 29,6 | 39,1 | 92,3 | 1,8 | 1,0 | 0,6 | 0,2 | 4,1 |
| 2006     | Indiana Pacers | 6  | 1  | 27,8 | 41,7 | 37,5 | 91,7 | 3,3 | 2,5 | 1,0 | 0,2 | 7,8 |
| Carriera | Carriera       | 33 | 1  | 20,1 | 39,7 | 42,6 | 87,5 | 2,3 | 1,3 | 0,6 | 0,3 | 5,0 |

## Palmarès
NBA Slam Dunk Contest (2004).